# Atlantea perezi
Espèce
Le Atlantea perezi est un insecte lépidoptère de la famille des Nymphalidae.

## Répartition
- Cuba.

## Philatélie
Ce papillon figure sur une émission de Cuba de 1965 (valeur faciale : 13 c.).